# Rundtårnkirke
En rundtårnkirke er en type kirkebygning, som først og fremmest findes i East Anglia i England.
I Sydslesvig er kirkerne i Kosel og Oversø eksempler på typiske rundtårnkirker. Ofte bestod kirken tidligere kun af tårnet, mens kirkeskibet er tilføjet senere.